# Banditi atomici
Banditi atomici (Creature with the Atom Brain) è un film di ambientazione fantascientifica del 1955 diretto da Edward L. Cahn.

## Trama
Lo scienziato Wilhelm Steigg crea dei particolari zombie utilizzando l'energia atomica con le quali riattiva le funzioni muscolari dei cadaveri. Grazie a sofisticate invenzioni riesce a prendere il controllo della loro volontà, dopo vari assalti inizieranno le indagini con cui si riuscirà a risalire al vero colpevole. I mostri alla fine si ribelleranno all'ideatore, per via di un malfunzionamento alle stesse invenzioni con le quali le controllava, e lo uccideranno.